# Vaca amarela
A vaca amarela é uma brincadeira infantil do folclore brasileiro e que consiste num desafio para ver quem fica calado por mais tempo.

## Na cultura popular
- Lamartine Babo e Carlos Netto compuseram uma canção intitutlada "Vaca Amarela".[2][3]

## Leituras adicionais
- HEYLEN, Jacqueline. Parlenda, riqueza folclórica; base para a educação e iniciação à música. 2ª ed. São Paulo, Editora HUCITEC, 1991.